# Winter Magic
 (février 2024).
Si vous disposez d'ouvrages ou d'articles de référence ou si vous connaissez des sites web de qualité traitant du thème abordé ici, merci de compléter l'article en donnant les références utiles à sa vérifiabilité et en les liant à la section « Notes et références ».
Albums de Hayley Westenra
River of Dreams: The Very Best of Hayley Westenra
(2008) Paradiso
(2011)
Winter Magic est le dixième album studio d'Hayley Westenra, son cinquième album international. 
Cet album de Noël se compose de classiques comme Silent Night, The Christmas Song qu'Hayley a déjà chantés par le passé, ainsi que de Carol of the Bells ou encore Sleigh Ride. Mais il se compose également de chansons originales, écrites par Hayley: Christmas Morning, All with You et Peace Shall Come. Les versions anglaise et néo-zélandaise ont en bonus un duo d'Hayley avec le chanteur irlandais Ronan Keating, It's Only Christmas tandis que la version japonaise a en chanson bonus une quatrième composition d'Hayley, On the Wings of Time.

## Piste
| 1.  | The Little Road to Bethlehem             |                              |  |
| 2.  | Carol of the Bells                       | Mykola Dmytrovych Leontovych |  |
| 3.  | The Christmas Song                       | Mel Tormé, Robert Wells      |  |
| 4.  | Veni Veni Emmanuel                       |                              |  |
| 5.  | Silent Night                             | Joseph Mohr, Franz Gruber    |  |
| 6.  | Christmas Morning                        | Hayley Westenra              |  |
| 7.  | Sleigh Ride                              | Leroy Anderson               |  |
| 8.  | River                                    | Joni Mitchell                |  |
| 9.  | The Little Drummer Boy                   | Katherine K. Davis           |  |
| 10. | Corpus Christi Carol (traditionnel)      |                              |  |
| 11. | All With You                             | Hayley Westenra              |  |
| 12. | The Coventry Carol (traditionnel)        |                              |  |
| 13. | Winter's Dream                           |                              |  |
| 14. | Peace Shall Come                         | Hayley Westenra              |  |
| 15. | It's Only Christmas (avec Ronan Keating) |                              |  |

| 1.  | The Little Road to Bethlehem |  |
| 2.  | Carol of the Bells           |  |
| 3.  | The Christmas Song           |  |
| 4.  | Veni Veni Emmanuel           |  |
| 5.  | Silent Night                 |  |
| 6.  | Christmas Morning            |  |
| 7.  | Sleigh Ride                  |  |
| 8.  | River                        |  |
| 9.  | The Little Drummer Boy       |  |
| 10. | Corpus Christi Carol         |  |
| 11. | All With You                 |  |
| 12. | The Coventry Carol           |  |
| 13. | Winter's Dream               |  |
| 14. | Peace Shall Come             |  |

| 1.  | The Little Road to Bethlehem                    |  |
| 2.  | Carol of the Bells                              |  |
| 3.  | The Christmas Song                              |  |
| 4.  | Veni Veni Emmanuel                              |  |
| 5.  | Silent Night                                    |  |
| 6.  | Christmas Morning                               |  |
| 7.  | Sleigh Ride                                     |  |
| 8.  | River                                           |  |
| 9.  | The Little Drummer Boy                          |  |
| 10. | Corpus Christi Carol                            |  |
| 11. | All With You                                    |  |
| 12. | The Coventry Carol                              |  |
| 13. | Winter's Dream                                  |  |
| 14. | Peace Shall Come                                |  |
| 15. | Toki No Tsubasa Ni Notte (On the Wings of Time) |  |